# Оорт, Ян Хендрик
Ян Хе́ндрик О́орт (нидерл. Jan Hendrik Oort; 28 апреля 1900, Франекер — 5 ноября 1992, Лейден) — нидерландский астроном.
Член Нидерландской королевской академии наук (в 1937—1943 и с 1945), иностранный член Национальной академии наук США (1953), Лондонского королевского общества (1959), Парижской академии наук (1962; корреспондент с 1955), Академии наук СССР (1966), почётный член Леопольдины (1973).

## Биография
Окончил Гронингенский университет, где обучался у Я. К. Каптейна, в 1921—1922 годы работал в альма-матер, в 1922—1924 годы — в Йельской обсерватории (США). На протяжении 1924—1970 годов работал в Лейденской обсерватории, с 1945 года её директор. В 1926—1970 годах также преподавал в Лейденском университете, с 1945 года профессор.
Основные научные работы посвящены исследованию строения и динамики Галактики и вопросам космогонии. В 1927 году на основе статистического изучения лучевых скоростей и собственных движений звёзд более строго обосновал гипотезу Бертиля Линдблада о вращении Галактики вокруг её центра. Показал, что Галактика вращается не как твердое тело — внутренние её части вращаются быстрее, скорость уменьшается с расстоянием от центра; определил величину эффекта дифференциального вращения (постоянная Оорта), скорость галактического вращения (220 км/с в окрестности Солнца) и период вращения (220 млн лет в окрестности Солнца). Работы Оорта положили начало изучению динамики Галактики.
Детально рассмотрел роль диффузного вещества в кинематической и динамической картине Галактики. В 1932 году впервые оценил плотность диффузного межзвёздного вещества с помощью z-компоненты скоростей звёзд (перпендикулярной плоскости Галактики) и нашёл её предел — 3⋅10−24 г/см³. В 1938 году показал, что бо́льшая часть поглощающего вещества в Галактике сосредоточена в слое толщиной по 200 пк с обеих сторон галактической плоскости; показал также, что звёздная плотность растет в направлении к галактическому центру и что Солнце расположено в области с пониженной звёздной плотностью.
С появлением радиоастрономии продолжал изучение Галактики радиоастрономическими методами — участвовал в установлении крупномасштабной структуры, в исследованиях облаков межзвёздного газа.
Оорт — автор теории протяжённого кометного облака, которое является источником наблюдаемых комет. Это облако простирается до расстояния 150 000 а. е. (2.37 световых лет) от Солнца, и кометы бо́льшую часть времени находятся вдали от Солнца и потому невидимы. Под влиянием возмущающего действия ближайших звёзд скорости отдельных комет могут меняться настолько, что последние попадают в окрестности Солнца и становятся видимыми; здесь их орбиты могут изменяться в результате возмущений, вызванных планетами, и кометы могут становиться периодическими.
Совместно с Л. Спитцером предложил механизм образования протозвёзд в межзвёздных облаках (сжатие газа под действием давления излучения ранее образовавшихся горячих звёзд). Совместно с Xендриком ван де Хулстом разработал теорию образования межзвёздных пылевых частиц путём аккреции межзвёздного газа. Обнаружил, что излучение Крабовидной туманности поляризовано и имеет синхротронную природу.
Оорт во многом содействовал развитию радиоастрономии на европейском континенте: способствовал сооружению радиотелескопа в Вестерборке (Westerbork Synthesis Radio Telescope), а также Европейской южной обсерватории. В 1958—1961 годах был президентом Международного астрономического союза.
В его честь названы
- Астероид (1691) Оорт
- Облако Оорта
- Постоянные Оорта

В его честь назван кратер Оорт на Плутоне (название пока не утверждено Международным астрономическим союзом).

## Награды
- Медаль Кэтрин Брюс Тихоокеанского астрономического общества (1942)
- Золотая медаль Королевского астрономического общества (1946)
- Премия Жюля Жансена (1947)
- Премия Генри Норриса Рассела (1951)
- Gouden Ganzenveer[англ.] (1960)
- Премия Ветлесена (1966)
- Лекция Карла Янского (1967)
- Медаль Карла Шварцшильда (1972)
- Премия Бальцана (1984)
- Премия Киото (1987)